# Войцех Тромпчинський
Войцех Стефан Тромпчинський (пол. Wojciech Stefan Trąmpczyński; 8 лютого 1860, с. Демблово — 2 березня 1953) — польський юрист і політик, член Народно-демократичної партії Польщі. Познанський воєвода 1919 року, маршалок сейму Польщі від 1919 до 1922 року і Сенату Польщі від 1922 до 1928 року.
Войцех Тромпчинський народився в с. Демблово прусської провінції Позен (нині Польща). Закінчив юридичний факультет Вроцлавського університету. Помер 1953 року в Познані.